# 블라디미르 이그나티예비치 루킨
블라디미르 이그나티예비치 루킨(Влади́мир Игна́тьевич Луки́н, 1737년 7월 19일 ∼ 1794년 7월 20일)은 러시아의 극작가, 작가, 정치인이다. 러시아 최초의 풍속 코미디 ＜만물상＞을 저작하였다.

## 생애
상트페테르부르크에서 태어나 극작가와 번역가로 활동하다가 사망했다. 가난한 관리 집안(궁정의 시종)에서 태어나, 제정 러시아 내각의 하나인 황제관방의 고위 관료 옐라긴의 사무실에서 비서로 근무했다. 루킨은 문학 활동의 대부분을 프랑스 극작가들의 작품을 번역하거나 개작하는 것으로 보냈다. 그중 가장 뛰어난 작품이 1756년 영국 출판업자 로버트 도즐리의 ＜장난감 가게(The Toy Shop)＞(1732)의 프랑스어본 ＜액세서리 가게(Le Boutique de bijoutier)＞를 개작한 ＜만물상＞(1765)이다. 이 작품은 1750∼1760년대 러시아 귀족 사회를 날카롭게 풍자했다.
루킨은 7년 전쟁(1756∼1763) 시기에 현역으로 복무했고, 러시아 군대 소속으로 프러시아를 방문하기도 했다. 1762년에 페테르부르크 과학 아카데미 원장인 라주몹스키(К. G. Разумовский)의 개인 비서로도 근무했다. 이 시기에 루킨의 문학 활동이 시작되었다. 그는 번역가로 활동하면서 프랑스 연극을 러시아 풍습과 관습에 맞게끔 자유롭게 차용했다. 1765년에 희극 작품 ＜사랑으로 고친 낭비자(Мот, любо-вью исправленный)＞, ＜허풍쟁이(Пустомеля)＞, ＜상 받은 불변(Награжденное постоянство)＞, ＜만물상＞을 출간했다.